# Heinrich Krause
Heinrich Krause (1816—1868) var en tysk protestantisk teolog.
Krause var fører for den liberale retning inden for Preussens kirke. Han deltog 1848 i grundlæggelsen af Unionsforeningen og 1868 i stiftelsen af Protestantforeningen. Det liberale hovedorgan: Protestantische 
Kirchenzeitung für das evangelische Deutschland, udgav han fra 1854 indtil sin død. 